# Gryllacris achetoides
Gryllacris achetoides is een rechtvleugelig insect uit de familie Gryllacrididae. De wetenschappelijke naam van deze soort is voor het eerst geldig gepubliceerd in 1796 door Lichtenstein.